# قانون مايلو مورفي
قانون مايلو مورفي (بالإنجليزية: Milo Murphy's Law)‏ هو مسلسل رسوم متحركة أمريكي من تأليف دان بوفنماير وجيف "سوامبي" مارش، ومن إنتاج ديزني تيليفشن أنيمايشن.

## القصة
يتمحور المسلسل حول مايلو مورفي الذي يجري حوله قانون مورفي بإستمرار، حيث كل خطأ يمكن حدوثه يحدث لا محالة.

## الشخصيات

### الشخصيات الرئيسية
- مايلو مورفي
- ميليسا تشيس
- زاك أندروود

### عملاء الزمن
- داكوتا
- كافنديش
- السيد بلوك
- بريك وسافانا

## الأصوات العربية
- خالد الشرشابي: مايلو مورفي
- آية حمزة: ميليسا
- أحمد مجدي: زاك
- عصام مصطفى: كافنديش
- محمد العربي: داكوتا
- ناريمان نيازي: أماندا لوبيز
- أدهم سيد: برادلي

## وصلات خارجية
- الموقع الرسمي
- قانون مايلو مورفي على موقع IMDb (الإنجليزية)
- قانون مايلو مورفي على موقع روتن توميتوز (الإنجليزية)
- قانون مايلو مورفي على موقع فيلمافينيتي (الإسبانية)
- قانون مايلو مورفي على موقع كينوبويسك (الروسية)
- قانون مايلو مورفي على موقع ألو سيني (الفرنسية)
- قانون مايلو مورفي على موقع قاعدة بيانات الفيلم (الإنجليزية)